# 靖志远
靖志远（1944年12月—），生于山东临沭，少年迁入湖北襄樊（今襄阳市）。中国人民解放军上将。是中共第十六、十七届中央委员。

## 简历
- 1963年8月，参军。
- 1985年11月至1993年2月，任第二炮兵基地參謀長、副司令員。
- 1990年7月，晉升少將。
- 1993年2月至1999年2月，任第二炮兵基地司令員。
- 1999年2月至2003年1月，任第二炮兵參謀長、第二炮兵黨委常委。
- 2000年7月，晉升中將。
- 2003年1月，复任第二炮兵司令員。
- 2004年9月，当选中央军委委員。
- 2004年9月25日，晉升为上將。
- 2012年10月，不再担任第二炮兵部队司令员，由原中国人民解放军副总参谋长魏凤和继任。